# Åros
Åros är en tidigare tätort i Askers kommun i Akershus fylke i sydöstra Norge. Före 2020 tillhörde Åros Røykens kommun i Buskerud fylke. Sedan 2021 räknas orten som en del av tätorten Sætre.
Åros ligger vid västra sidan av Oslofjorden, ca 45 kilometer sydväst om Oslo. I 2020 hade Åros 2137 invånare och en befolkningstäthet på 1165,36 invånare per km².
Genom tätorten rinner Åroselva som är den sista naturligt reproducerande laxälven i dåvarande Buskerud fylke.

## Utbildning
Hösten 2004 stod den nya Frydenlunds skola klar, som 2017 hade 290 elever och 43 anställda. Skolan är en barneskole med klasserna 1 till 7 (av 10) samt förskola.

## Bilder

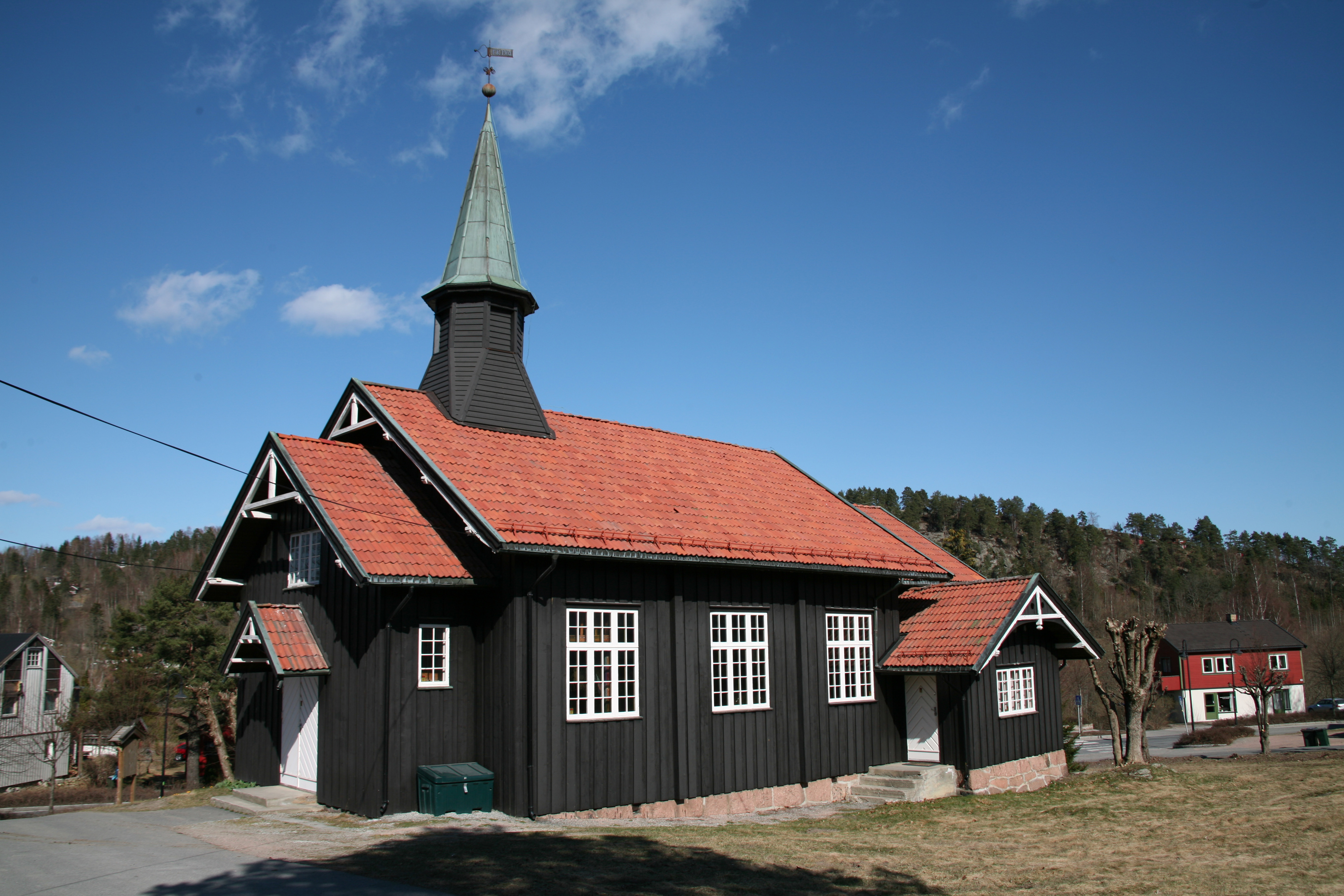
Åros kyrka.
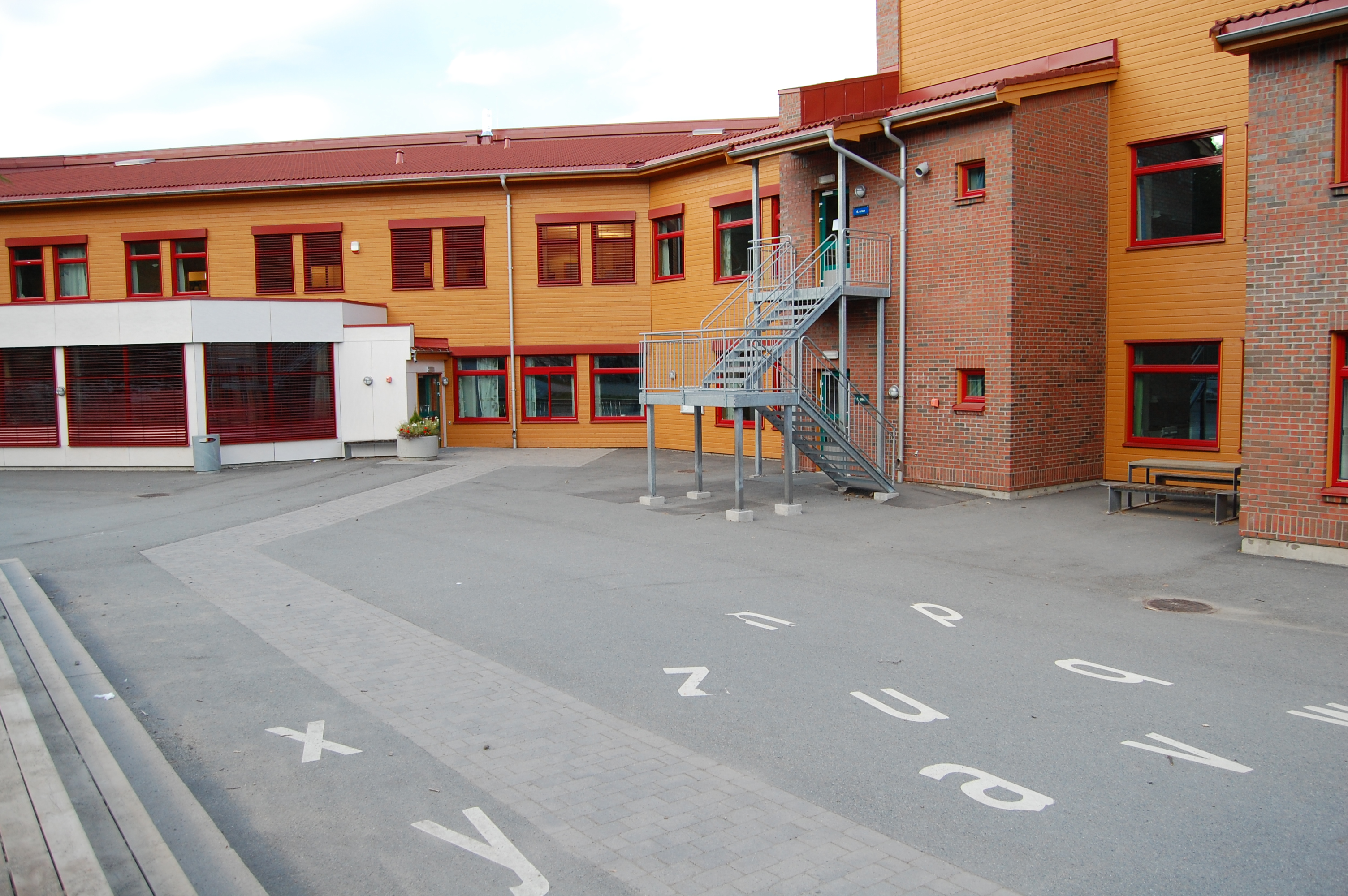
Frydenlunds skola.